# 우니베르숨 (UNAM)
우니베르숨(Universum. 전체 이름 "Universum, el Museo de las Ciencias de la Universidad Nacional Autónoma de México", "Universum, 멕시코 국립 자치 대학교 과학 박물관"으로 번역됨)은 대중에게 과학과 기술을 홍보하는 데 전념하며, 대학의 과학 임무를 지원하는 멕시코의 주요 박물관이다. 1992년 멕시코 시티의 Ciudad Universitaria에서 문을 열었다. 오늘날에는 다양한 상설 전시를 주제로 나누어진 13개의 홀이 있다. 상설 및 임시 전시를 개발하기 위해 외부 공공 및 민간 기관과 협력해 왔으며, 국내 다른 지역의 다른 과학 박물관을 개발하기 위해 노력해 왔다.

## 기관

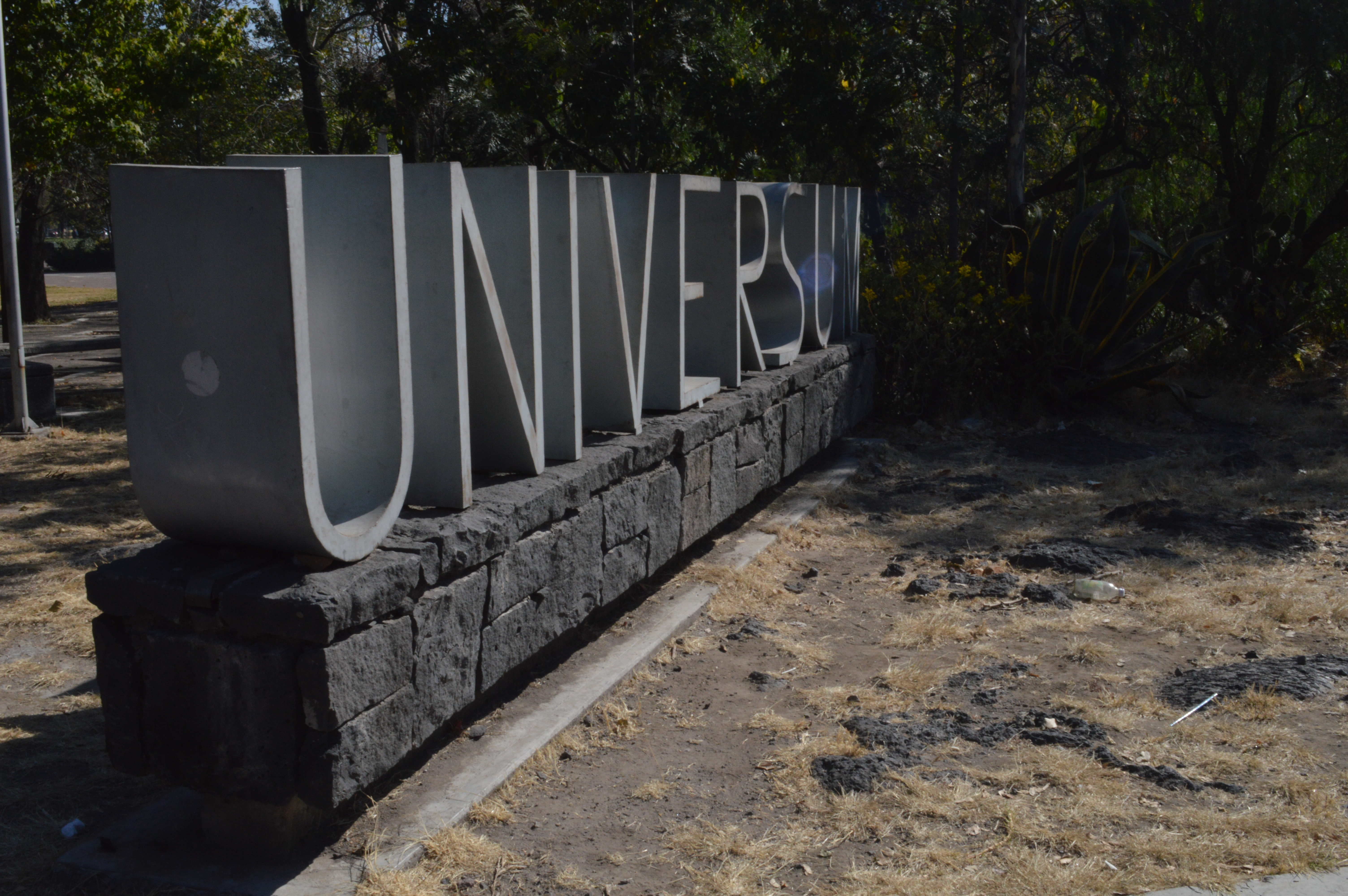

## 같이 보기
- 우니베르숨후세트
- 비뉴턴 유체